# Синхронное плавание на летних Олимпийских играх 2024
Соревнования в синхронном плавании на летних Олимпийских играх 2024 года прошли с 5 по 10 августа 2024 года в Парижском аквацентре. Были разыграны два комплекта медалей — в группах и в дуэтах. 
Среди участников соревнований могло быть не более одной группы и одного дуэта от каждой страны. Ввиду того, что 7 октября 2022 года Всемирная организация водных видов спорта почти 99 % голосов поддержала внесение изменений в правила спортивного плавания на период с 2022 по 2025 год, в программу соревнований в Париже был внесён ряд изменений. Впервые на Олимпийских играх соревнования команд состояли не из двух, а из трёх видов программ — технической, произвольной и акробатической. Кроме того, на этих Играх, в отличие от предыдущих олимпийских соревнований, количество пловцов, соревнующихся в двух видах спорта, было сокращено со 104 до 96. Для укрепления гендерного равенства в составе традиционно женской команды из восьми человек впервые могли присутствовать двое синхронистов-мужчин.

## Участники соревнований
- Австралия (8)
- Австрия (2)
- Канада (8)
- Китай (8)
- Египет (8)
- Франция (8)
- Великобритания (2)
- Греция (2)
- Италия (8)
- Израиль (2)
- Япония (8)
- Республика Корея (2)
- Мексика (8)
- Нидерланды (2)
- Новая Зеландия (2)
- Испания (8)
- Украина (2)
- США (8)

## Медали

### Общий зачёт
| Место | Страна         | Золото | Серебро | Бронза | Всего |
| ----- | -------------- | ------ | ------- | ------ | ----- |
| 1     | Китай          | 2      | 0       | 0      | 2     |
| 2     | Великобритания | 0      | 1       | 0      | 1     |
| 2     | США            | 0      | 1       | 0      | 1     |
| 4     | Испания        | 0      | 0       | 1      | 1     |
| 4     | Нидерланды     | 0      | 0       | 1      | 1     |
| Итого | Итого          | 2      | 2       | 2      | 6     |

### Медалисты
| Дисциплина | Золото                                                                                           | Серебро | Бронза |
| Дуэты      | Китай · Ван Люи · Ван Цяньи                                                                      | Великобритания · Кейт Шортман · Изабель Торп                                                                                   | Нидерланды · Брегье де Брауэр · Нортье де Брауэр                                                                                       |
| Команды    | Китай · Чан Хао · Фэн Юй · Ван Цыюэ · Ван Люи · Ван Цяньи · Сян Биньсюань · Сяо Яньнин · Чжан Яи | США · Джейми Чарковски · Мегуми Филд · Анита Альварес · Киана Хантер · Одри Квон · Жаклин Луу · Даниэлла Рамирес · Руби Ремати | Испания · Алиса Ожогина · Ирис Тио · Меричель Ферре · Марина Гарсия Поло · Лилу Льюис · Меричель Мас · Паула Рамирес · Бланка Толедано |